# Кафеклубен
Кафеклубен (дан. Kaffeklubben Ø или инуит. Inuit Qeqertaat) је мало острво недалеко од северне обале Гренланда. Налази се на 83°40′сгш 29°50′згд. Ово је најсеверније копно на Земљи и уједно најсевернија тачка Северне Америке и Гренланда.

## Географија
Кафеклубен се налази на само 707 километара од Северног пола. Прва особа која је крочила на тло овог острва био је дански истраживач Лауге Кох, 1921. године. Назвао га је према малом кафеу у Копенхагену. Кафеклубен је удаљен само 750 метара од најсевернијег рта Гренланда Морис Јесупа.